# Haus l’Aigle
Das Haus l’Aigle (oder Laigle) ist eine Familie des normannischen Adels, die nach ihrem Hauptbesitz L’Aigle benannt ist. Sie existierte im 11. und 12. Jahrhundert und spielte nach der normannischen Eroberung Englands auf der Insel sowie in der Normandie eine bedeutende Rolle, die weniger in ihren Titeln als in ihren familiären Verbindungen deutlich wird.

## Stammliste
1. Engenulf de Laigle (de L’Aigle), X 17. Oktober 1066 in der Schlacht von Hastings; ⚭ Richereda, beide bestattet in Saint-Sulpice-sur-Risle
  1. Roger de Laigle, † getötet wohl 1059/61
  2. Richer de Laigle, X 18. November 1085 bei der Belagerung von Sainte-Suzanne (Mayenne), bestattet in Saint-Sulpice-sur-Risle; ⚭ Judith d’Avranches, Tochter von Richard Goz d’Avranches (Haus Conteville)
    1. Gilbert de Laigle, † wohl 1118; ⚭ wohl 1092 Juliane du Perche, † nach 1132, Tochter von Geoffroy, Comte de Mortagne et Comte du Perche (Haus Châteaudun), und Beatrix de Ramerupt (Haus Montdidier)
      1. Richer de Laigle, * wohl 1095, † 1176, wohl am 24. August, bestattet in Saint-Sulpice-sur-Risle
        1. Richer de Laigle; ⚭ Edelina
          1. Gilbert de Laigle, † 1231; ⚭ wohl 1193 Isabel de Warenne, † vor 30. November 1234, Witwe von Robert de Lacy, Tochter von Hamelin de Warenne, Earl of Surrey (Haus Plantagenet), und Isabel de Warenne, Countess of Surrey
            1. Gilbert de Laigle, † nach 1215
            2. Alice de Laigle, bestattet in Norton; ⚭ John de Lacy, 1. Earl of Lincoln, * wohl 1192, † 22. Juli 1240, Sohn von Roger de Lacy und Maud de Clare

          2. Richer Laigle
          3. Engenulf de Laigle
          4. Lucie de Laigle, † 1. April nach 1217; ⚭ (1) Richard, Vicomte de Beaumont, † 25. Januar wohl 1197/99, Sohn von Roscelin, Vicomte de Beaumont, und Constance, einer unehelichen Tochter von König Heinrich I. von England, bestattet in der Abtei Étival-en-Charnie; ⚭ ? (2) Thibaut (III.), Seigneur de Mathefelon, † zwischen Mai 1238 und Dezember 1239, Sohn von Thibaut (II.), Seigneur de Mathefelon, und Mathilde de Mayenne
          5. Tochter de Laigle; ⚭ William de Courcy, † 1177 (Haus Courcy)

        2. Roger de Laigle
        3. Engenulf de Laigle
        4. Juliana de Laigle; ⚭ Gilbert Crispin, Seigneur de Tillières

      2. Engenulf de Laigle, † ertrunken 25. November 1120 beim Untergang des White Ship
      3. Geoffroy de Laigle, † ertrunken 25. November 1120 beim Untergang des White Ship
      4. Gilbert de Laigle, Seigneur du Lac
      5. Roger, Abt von Saint-Ouen in Rouen
      6. Guérin, Mönch
      7. Marguerite de Laigle, † 25. Mai 1141; ⚭ nach 1130 García Ramírez “el Restaurador”, König von Navarra, * wohl 1105, † 25. November 1150 in Lorca (Navarra), Sohn von Ramiro Sánchez de Navarra, Señor de Monzón, und doña Elvira (Cristina) Rodríguez de Vivar, Tochter von El Cid, bestattet in der Cathedral Santa María la Real in Pamplona (Haus Jiménez)

    2. Engenulf de Laigle
    3. Mathilde de Laigle, † wohl nach Oktober 1155; ⚭ (1) Robert de Montbray, Earl of Northumbria, Sohn von Roger de Montbray (Haus Mowbray); ⚭ (2) nach 1107 in Bigamie mit päpstlichem Dispens, später verstoßen, Nele d’Albini (Nigel d’Aubigny), † 21. oder 26. November 1129, Sohn von Roger d’Albini (Aubigny) und Amice[1]
    4. weitere Kinder

  3. Gilbert de Laigle, † getötet Moulins-la-Marche wohl 1092, bestattet in Saint-Sulpice-sur-Risle, Herr der Burg von Exmes

## Quelle
- Charles Cawley, Medieval Lands, Normandy Nobility, Seigneur de Laigle (L’Aigle) (online, abgerufen am 13. Juni 2019)